# Fort Yellowstone

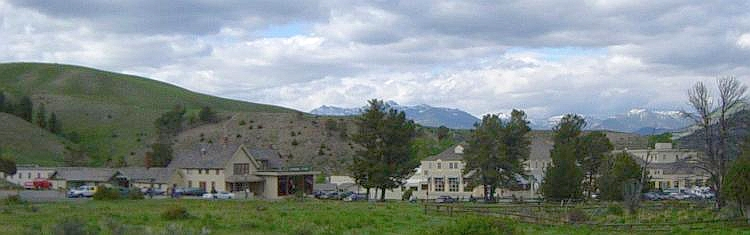
Fort Yellowstone heute

Fort Yellowstone ist eine ehemalige US Army-Basis, die heute zur Verwaltung des Yellowstone-Nationalparkes dient. Das Fort ist als ein National Historic Landmark anerkannt.

## Geschichte
Der Yellowstone-Nationalpark wurde am 1. März 1872 gegründet und war somit der erste Nationalpark der Welt. In den Jahren nach seiner Gründung führte ein ziviles Team mit begrenzten Ressourcen den Park. Diese Gruppe war nicht in der Lage, die Flora und Fauna des Parks vor Vandalismus und Ausbeutung zu schützen. Deshalb übergab sie 1886 die Kontrolle über den Park an die US Army.
Die Army errichtete im Norden des Parkes, in der Nähe von Mammoth Hot Springs, ein Zeltlager, Camp Sheridan. Am 11. Mai 1891 begann die Army am selben Ort mit dem Bau des Fort Yellowstone. Bis zum Herbst hatten sie die ersten zwölf Gebäude errichtet, darunter ein Wachhaus für 15 Häftlinge, ein Verwaltungsgebäude mit drei Büros, zwei Offiziersgebäude, eine Baracke für 60 Soldaten, ein Vorratsspeicher, eine Bäckerei und ein Stall. 1893 ergänzte die Army das Fort durch ein Krankenhaus mit zehn Betten sowie durch ein Lager für 150 Tonnen Heu. Somit reichten die Kapazitäten des Forts gut, um eine einzelne Truppe zu beherbergen. Zwischen 1897 und 1909 erweiterte die Army die Kapazitäten des Forts für eine zweite Truppe. Der Bau zusätzlicher Einrichtungen wie einer Kapelle und einem neuen Krankenhaus beendete die Army bis 1913. Die Army benutzte das Fort weiter, bis sie 1918 die Kontrolle über den Park und das Fort an den neu gegründeten National Park Service übergab. Der National Park Service benutzt seitdem die Einrichtungen des Fort Yellowstone als Verwaltungszentrale für den Yellowstone-Nationalpark sowie als ein Park-Museum.
Mit Ausnahme von 1904 und 1905 waren im Fort Yellowstone immer eine oder zwei Kavallerie-Truppen stationiert. 1904/05 war das Fort mit vier Truppen bei Weitem überbelegt. Im Sommer lagerten Einheiten der Army jeweils auch in Camps außerhalb des Forts. Der Dienst im Yellowstone war eine beliebte Abwechslung zum ansonsten harten Soldatenleben. 
Am 31. Juli 2003 wurde das Fort Yellowstone als Historic District in das National Register of Historic Places eingetragen und als ein National Historic Landmark anerkannt.

## Historische Wichtigkeit des Forts
32 Jahre lang führte die Army den Yellowstone-Nationalpark. Keinen Nationalpark führte die US Army länger.
Der Park wird häufig von Umweltschützern als erster Standard für die Führung von Nationalparks betrachtet. Während ihrer 32 Jahre dauernden Präsenz im Park entwickelte die Army Regularien, die sehr viel Wert auf Schutz legten. Die Flora und Fauna des Parks wurde effektiv vor Vandalismus und Aussterben geschützt. Der National Park Service übernahm viele der Army-Regularien. Selbst die Hüte, die von den National Park Service-Rangern (die Ranger Stetsons) getragen werden, stammen von alten Army-Hüten ab.